# عبدالله کرمی
عبدالله کرمی (زادهٔ ۸ اسفند ۱۳۶۱ در دزفول) بازیکن سابق فوتبال اهل ایران می‌باشد که عضو باشگاه فوتبال فولاد خوزستان نیز بوده است.

## دوران باشگاهی
او فوتبال را از بوتان دزفول شروع کرد و سپس به شهرداری دزفول پیوست.
او نزدیک به یک سال در فولاد خوزستان و چهار سال در شاهین بوشهر بازی کرد و از ابتدای فصل ۹۰ مجدداً به فولاد خوزستان پیوست.
وی در خرداد ۱۳۹۳ به تیم فوتبال سپاهان اصفهان نیز پیوست و دو فصل در این تیم حضور داشت.
وی در ۱۸ فروردین ۱۳۹۹ از دنیای فوتبال خداحافظی کرد
لیگ برتر
- قهرمانی در لیگ برتر فوتبال ایران ۹۳-۱۳۹۲ به همراه تیمفولاد خوزستان
- قهرمانی در لیگ برتر فوتبال ایران ۹۴-۱۳۹۳ به همراه تیم سپاهان اصفهان